# Championnat de Biélorussie masculin de handball
Le Championnat de Biélorussie masculin de handball est le plus haut niveau des clubs masculins de handball en Biélorussie.
Il fait suite en 1992 au Championnat d'Union soviétique.
Après l'indépendance de la Biélorussie, le SKA Minsk a dominé sans partage le championnat national jusqu'en 2002, avant de céder le leadership au Arkatron Minsk puis au HC Meshkov Brest et enfin au Dinamo Minsk, étoile filante du handball biélorusse qui a remporté 5 titres le temps de sa courte existence entre 2008 et 2014. Depuis lors, le leadership est assuré par le HC Meshkov Brest qui représente la Biélorussie en Ligue SEHA et en Ligue des champions.

## Palmarès
| Saison  | Champion         | Vice-champion         | Troisième                  |
| ------- | ---------------- | --------------------- | -------------------------- |
| 1992-93 | SKA Minsk        | SKA Minsk 2           | Case-SCAF                  |
| 1993-94 | SKA Minsk        | SCAF-RSHVSM Minsk     | RUOR Minsk                 |
| 1994-95 | SKA Minsk        | SCAF-RSHVSM Minsk     | Morena-Université d'Homiel |
| 1995-96 | SKA Minsk        | SCAF-RSHVSM Minsk     | Arkatron Minsk             |
| 1996-97 | SKA Minsk        | SCAF-RSHVSM Minsk     | Arkatron Minsk             |
| 1997-98 | SKA Minsk        | SKA Minsk Region      | Arkatron Minsk             |
| 1998-99 | SKA Minsk        | SKA-RUOR Minsk region | Arkatron Minsk             |
| 1999-00 | SKA Minsk        | SKA-RUOR Minsk region | Arkatron Minsk             |
| 2000-01 | SKA Minsk        | Arkatron Minsk        | Université d'Homiel        |
| 2001-02 | SKA Minsk Region | Arkatron Minsk        | SKA-RUOR Minsk             |
| 2002-03 | Arkatron Minsk   | HC Meshkov Brest      | SCAF-SDUSHOR Minsk         |
| 2003-04 | HC Meshkov Brest | SKA Minsk Region      | SCAF-SDUSHOR Minsk         |
| 2004-05 | HC Meshkov Brest | SKA Minsk Region      | BGUFK Victoria Regia Minsk |
| 2005-06 | HC Meshkov Brest | SKA Minsk Region      | BGUFK Victoria Regia Minsk |
| 2006-07 | HC Meshkov Brest | SKA Minsk             | COR-BGK Brest              |
| 2007-08 | HC Meshkov Brest | SKA Minsk             | HC Macheka Moguilev        |
| 2008-09 | Dinamo Minsk     | HC Meshkov Brest      | SKA Minsk                  |
| 2009-10 | Dinamo Minsk     | HC Meshkov Brest      | HC Macheka Moguilev        |
| 2010-11 | Dinamo Minsk     | HC Meshkov Brest      | SKA Minsk                  |
| 2011-12 | Dinamo Minsk     | HC Meshkov Brest      | SKA Minsk                  |
| 2012-13 | Dinamo Minsk     | SKA Minsk             | HC Meshkov Brest           |
| 2013-14 | HC Meshkov Brest | SKA Minsk             | HC Homiel                  |
| 2014-15 | HC Meshkov Brest | SKA Minsk             | HC Homiel                  |
| 2015-16 | HC Meshkov Brest | SKA Minsk             | HC Homiel                  |
| 2016-17 | HC Meshkov Brest | SKA Minsk             | HC Homiel                  |
| 2017-18 | HC Meshkov Brest | SKA Minsk             | HC Homiel                  |
| 2018-19 | HC Meshkov Brest | SKA Minsk             | HC Kronon Grodno           |
| 2019-20 | HC Meshkov Brest | SKA Minsk             | HC Macheka Moguilev        |
| 2020-21 | HC Meshkov Brest | SKA Minsk             | HC Homiel                  |
| 2021-22 | HC Meshkov Brest | SKA Minsk             | HC Homiel                  |
| 2022-23 | HC Meshkov Brest | SKA Minsk             | HC Homiel                  |

## Bilan par club
| Rang | Club             | Titres | Saisons                                                                                  |
| ---- | ---------------- | ------ | ---------------------------------------------------------------------------------------- |
| 1    | HC Meshkov Brest | 15     | 2004, 2005, 2006, 2007, 2008, 2014, 2015, 2016, 2017, 2018, 2019, 2020, 2021, 2022, 2023 |
| 2    | SKA Minsk        | 10     | 1993, 1994, 1995, 1996, 1997, 1998, 1999, 2000, 2001, 2002                               |
| 3    | Dinamo Minsk     | 5      | 2009, 2010, 2011, 2012, 2013                                                             |
| 4    | Arkatron Minsk   | 1      | 2003                                                                                     |